# Christopher Daniel Barnes

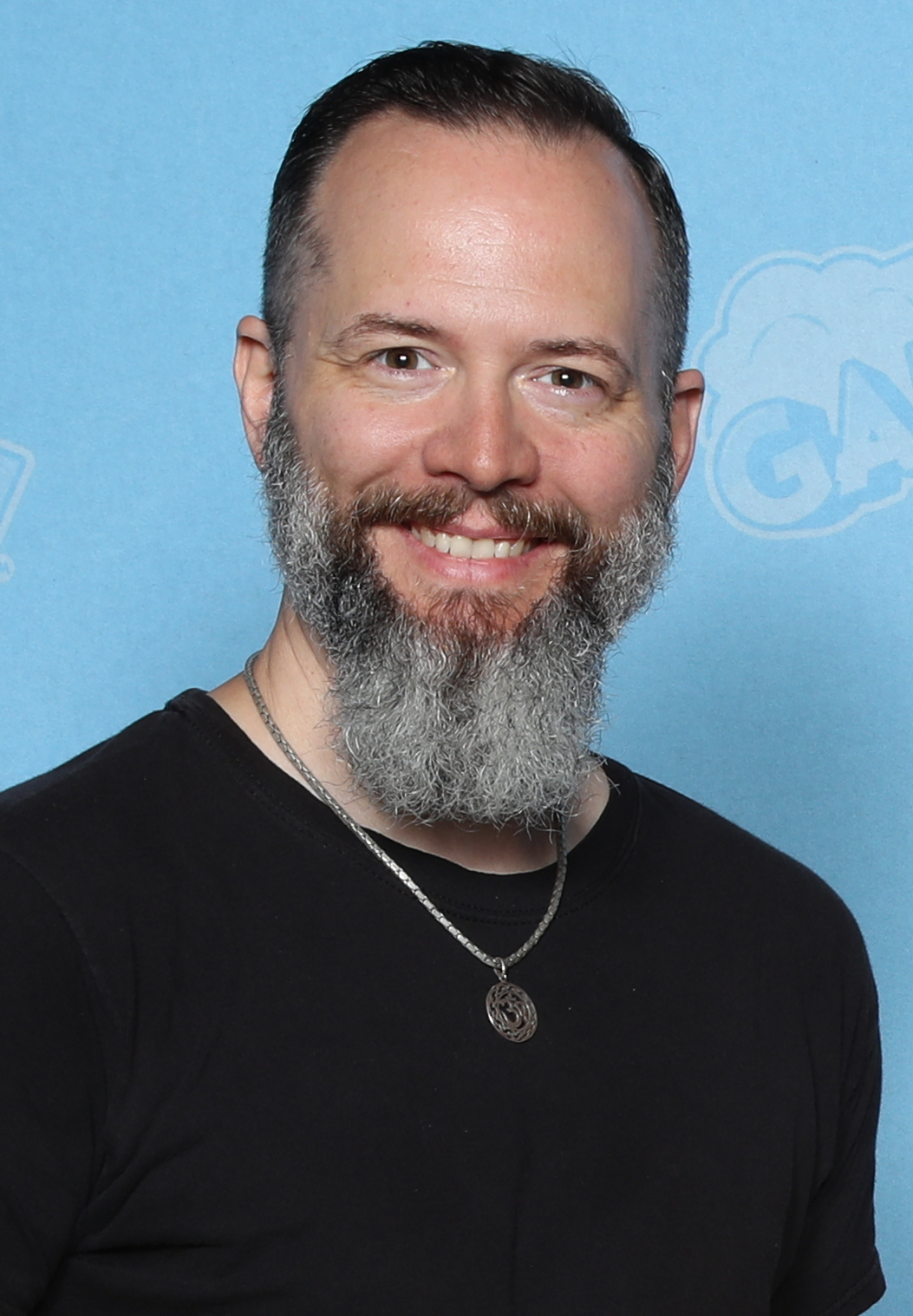
Christopher Daniel Barnes, 2019

Christopher Daniel Barnes (* 7. November 1972 in Portland, Maine), der auch als C. D. Barnes und C. B. Barnes bekannt ist, ist ein US-amerikanischer Schauspieler und Synchronsprecher.

## Leben und Karriere
Barnes ist der Sohn von Steve Barnes und Carol Nixons. Er wuchs zusammen mit seinen zwei Geschwistern Lisa und Steve in Portland auf; seine Schwester ist ebenfalls Schauspielerin. Bereits im Alter von acht Jahren hatte er als Kindermodell Auftritte in New York City und spielte in Werbespots.
Sein Fernsehdebüt hatte er 1984 in dem Film Eine Agentin zuviel an der Seite von Tom Conti und Jobeth Williams. Im Alter von 13 Jahren zog seine Familie nach Kalifornien und Barnes erhielt die Rolle des Scott Hayden in der von 1986 bis 1987 produzierten 22-teiligen Science-Fiction-Fernsehserie Der Mann vom anderen Stern an der Seite von Robert Hays. Die Serie basiert auf dem gleichnamigen Kinofilm mit Jeff Bridges.
Zahlreiche Nebenrollen in Fernsehserien und Fernsehfilmen folgten, unter anderem in den Sitcoms Day by Day als Ross Harper und Malcolm & Eddie, in der er die Figur des Tim verkörperte.
In den Jahren 1995 und 1996 spielte er die Rolle des Greg Brady im Kinofilm Die Brady Family und dessen Fortsetzung Die Brady Family 2. 1997 wurde er zusammen mit Christine Taylor für einen MTV Movie Award nominiert.
Im englischen Sprachraum ist Barnes vor allem durch seine Sprechertätigkeit bekannt; er synchronisierte zahlreiche Zeichentrickfiguren. Hierzu gehört unter anderem der Prinz Eric aus dem Disney-Film Arielle, die Meerjungfrau (1989); die Produzenten wählten Barnes, weil er trotz seiner damals 16 Jahre wesentlich älter klang. Auch in dem auf dem Film basierenden Videospiel Kingdom Hearts II (Square Enix/Disney) lieh er der Figur seine Stimme. Von 1994 bis 1998 sprach er den Superhelden Spider-Man in der Animationsserie New Spider-Man.
Als Jugendlicher war Barnes der nationale Jugendsprecher der Umweltschutz-Organisation Greenpeace in den USA. 2004 machte Barnes seinen Bachelor und 2009 erhielt er seinen Master. Er ist seit 2012 mit Rebecca Guyadeen verheiratet.

## Filmografie (Auswahl)
- 1984: Eine Agentin zuviel (American Dreamer)
- 1985: Picking Up the Pieces (TV-Film)
- 1985: Jung und Leidenschaftlich – Wie das Leben so spielt (As the World Turns) (TV-Serie, fünf Folgen)
- 1986–1987: Der Mann vom anderen Stern (Starman) (TV-Serie, 22 Folgen)
- 1988–1989: Day by Day (TV-Serie, 33 Folgen)
- 1989: Arielle, die Meerjungfrau (The Little Mermaid) (Stimme)
- 1990: Just Perfect (TV-Film)
- 1990: Golden Girls (TV-Serie, eine Folge)
- 1990: Captain Planet (Captain Planet and the Planeteers) (TV-Serie, eine Folge, Stimme)
- 1991: Party Time mit Frankenstein (Frankenstein: The College Years) (TV-Film)
- 1992: Murder Without Motive: The Edmund Perry Story (TV-Film)
- 1992: Vier mal Herman (Herman’s Head) (TV-Serie, eine Folge)
- 1992–1995: Blossom (TV-Serie, drei Folgen)
- 1993: Time Trax – Zurück in die Zukunft (Time Trax) (TV-Serie, eine Folge)
- 1994: Summer Camp (A Pig’s Tale)
- 1995: Die Brady Family (The Brady Bunch Movie)
- 1995: Spring Fling – Frühling in Watercrest (Spring Fling!) (TV-Film)
- 1995: Überflieger (Wings) (TV-Serie, eine Folge)
- 1995: Real Ghosts (TV-Miniserie)
- 1994–1998: New Spider-Man (Spider-Man) (TV-Serie, 65 Folgen, Stimme)
- 1996: Die Brady Family 2 (A Very Brady Sequel)
- 1996: Clueless – Die Chaos-Clique (Clueless ) (TV-Serie, eine Folge)
- 1998: Beverly Hills, 90210 (TV-Serie, vier Folgen)
- 1998–2000: Malcolm & Eddie (TV-Serie, 43 Folgen)
- 2000: Eine himmlische Familie (7th Heaven) (TV-Serie, zwei Folgen)
- 2000: J. A. G. – Im Auftrag der Ehre (JAG) (TV-Serie, eine Folge)
- 2001: Ein Hauch von Himmel (Touched by an Angel) (TV-Serie, eine Folge)
- 2001: Girlfriends (TV-Serie, eine Folge)
- 2002: Cinderella 2 – Träume werden wahr (Cinderella II: Dreams Come True) (Stimme)
- 2004: Shut Up and Kiss Me!
- 2007: Cinderella – Wahre Liebe siegt (Cinderella III: A Twist in Time) (Stimme)
- 2013–2016: Der ultimative Spider-Man (Ultimate Spider-Man) (Stimme)

## Auszeichnungen
- 1988: Nominierung für den Young Artist Award in der Kategorie Bester Hauptdarsteller in einer Fernsehserie (Drama) für Der Mann vom anderen Stern
- 1988: Nominierung für den Young Artist Award in der Kategorie Bester Hauptdarsteller in einer Fernsehserie (Comedy) für Day by Day
- 1997: Nominierung für den MTV Movie Award in der Kategorie Bester Kuss (zusammen mit Christine Taylor) für Die Brady Family 2